# 妙厳峡
妙厳峡（みょうがんきょう）は、富山県の南砺市及び富山市にある峡谷。秋には峡谷全体が紅葉する。

## 概要
神通川水系山田川の神通川合流部から約10km地点にあり、両脇の山から大きく切れ落ちた谷である。そのため当谷は交通の大きな障害となっており、現在でも富山市と南砺市の市境となっている他、妙厳峡より上流では百瀬川と川名が変わる。
峡谷中には黒部峡谷などのように岩肌が露出した荒々しい風景は見られないが、広葉樹が多く自生し、その紅葉はとても美しい。

## 妙厳隧道
妙厳隧道は比較的幅の広い真っ暗なトンネルで、風力発電で電灯をつける予定あった。
今でも定期点検をしており、点検発注に651万円を要した。

## 参考出典
『富山県の地名』平凡社